# Banksiola dossuaria
Banksiola dossuaria is een schietmot uit de familie Phryganeidae. De soort komt voor in het Nearctisch gebied.